# Milia (Bezirk Paphos)
Milia (griechisch Μηλιά, türkisch Milya) ist eine Gemeinde im Bezirk Paphos in der Republik Zypern. Bei der Volkszählung im Jahr 2021 hatte sie 6 Einwohner.

## Name
Der Ortsname ist botanisch und leitet sich vom Kulturapfel (griechisch Μηλιά/Μήλο) ab.

## Lage und Umgebung

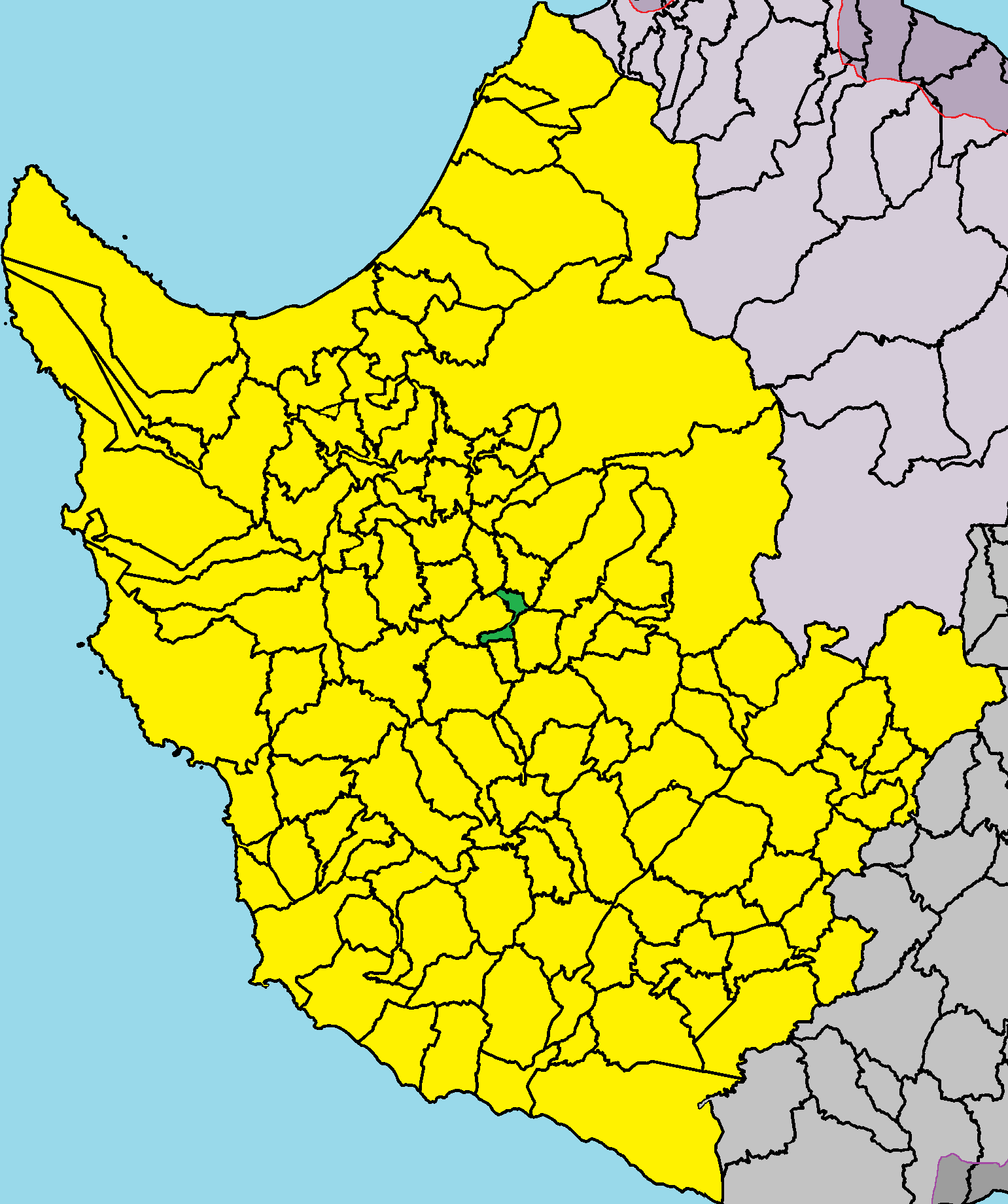
Lage im Bezirk Paphos

Milia liegt im Westen der Mittelmeerinsel Zypern auf einer Höhe von etwa 605 Metern, etwa 30 Kilometer nordöstlich von Paphos, fast 100 Kilometer nordwestlich von Limassol und 160 Kilometer südwestlich von Nikosia. Das 2,17308 Quadratkilometer große Dorf grenzt im Norden und Osten an Fyti, im Osten an Agios Dimitrianos, im Süden Psathi, im Westen an Thrinia und im Nordwesten an Lasa. Das Dorf kann über die Straßen E712 und F725 erreicht werden.
Die durchschnittliche jährliche Niederschlagsmenge beträgt etwa 645 Millimeter. In der Umgebung werden Weinreben, Getreide, Bohnen, einige Heilpflanzen und Mandeln angebaut. Geologisch betrachtet wird das Gemeindegebiet von den Ablagerungen der Lefkara-Formation (Kreiden, Mergel und Keratolithe), den Tonen der Monis-Formation, den kontinentalen Kalksteinen der Terra-Formation und dem Gips der Kalavasos-Formation dominiert. Auf diesen Gesteinen entstanden Böden der Mamonia-Formation und kalkhaltige Böden.

## Geschichte
Das gleichnamige Dorf existiert seit dem Mittelalter. Auf alten Karten wurde es als Migl ia eingezeichnet. Während der fränkischen Zeit war es ein Lehen einer Adelsfamilie.

### Bevölkerungsentwicklung
Die folgende Tabelle zeigt die Bevölkerung des Dorfes, wie sie in den in Zypern durchgeführten Volkszählungen erfasst wurde.
| Jahr      | 1881 | 1891 | 1901 | 1911 | 1921 | 1931 | 1946 | 1960 | 1976 | 1982 | 1992 | 2001 | 2011 | 2021 |
| Einwohner | 111  | 78   | 77   | 99   | 81   | 47   | 58   | 35   | 18   | 21   | 11   | 5    | 14   | 6    |